# Сара Бро
Сара Бро (дан. Sarah Bro, 4 березня 1996) — данська плавчиня.
Учасниця Олімпійських Ігор 2016 року, де в естафеті 4x100 метрів вільним стилем її збірна посіла 12-те місце і не потрапила до фіналу.